# Vua Kung Fu
Vua Kung Fu (chữ Hán: 功夫之王, Hán Việt: Công phu chi vương, tựa tiếng Anh: The Forbidden Kingdom) là một bộ phim điện ảnh hành động - võ thuật - cổ trang năm 2008 của Trung Quốc - Mỹ do Rob Minkoff làm đạo diễn, Casey Silver sản xuất, John Fusco viết kịch bản và ngôi sao người Trung Quốc Viên Hòa Bình làm chỉ đạo võ thuật. Phim khởi chiếu vào tháng 4 năm 2008.

## Nội dung
Xoay quanh cốt truyện giải cứu Mỹ Hầu Vương, bộ phim là một không gian hư ảo xen lẫn thực tại với những nhân vật trong thế giới võ hiệp. Lần đầu tiên, yếu tố phương Tây được đưa vào một tác phẩm võ hiệp Trung Quốc, khi một trong bốn nhân vật chính - một thanh niên người Mỹ trong thế giới hiện đại, say mê những tác phẩm võ hiệp Trung Hoa bị lạc về quá khứ, đến với vùng đất Trung Nguyên chứa đựng nhiều bí ẩn và tham gia vào cuộc giải cứu Mỹ Hầu Vương cùng các nhân vật do Lý Liên Kiệt, Thành Long và Lưu Diệc Phi đảm nhận.
Jason Tripitikas là một chàng trai hâm mộ phim võ thuật và thức dậy sau giấc mơ về trận chiến giữa Mỹ Hầu Vương và những thiên binh thiên tướng trên mây. Anh ghé qua tiệm cầm đồ ở khu phố Tàu để mua đĩa DVD võ hiệp và phát hiện ra một cây gậy như ý vàng. Trên đường về nhà, Tripitikas bị một bọn côn đồ quấy rối, tên thủ lĩnh Lupo muốn anh giúp chúng cướp tiền ở tiệm của ông Hop, người sau đó bị Lupo bắn. Ông Hop nói với Tripitikas rằng hãy giao gậy như ý cho chủ sở hữu thích hợp của nó và Tripitikas bỏ chạy cùng với cây gậy. Anh bị dồn lên sân thượng trước khi bị cây gậy kéo ra khỏi mái nhà.
Tripitikas tỉnh lại thấy mình ở trong một ngôi làng Trung Quốc cổ xưa đang bị tấn công bởi quân lính. Những tên lính thấy gậy như ý của anh và đòi tịch thu nó. Anh được cứu bởi một người đàn ông say xỉn võ nghệ cao cường tên Lỗ Yến, một người được cho là "bất tử", vẫn tỉnh táo và nhanh nhẹn ngay cả khi say rượu. Lỗ Yến kể cho anh nghe câu chuyện về cuộc cạnh tranh giữa Mỹ Hầu Vương và Lãnh chúa Ngọc Cương. Lãnh chúa đã lừa Vua Khỉ để gậy như ý phép thuật qua một bên và biến Vua Khỉ thành tượng đá, nhưng Vua Khỉ đã ném cây gậy của mình đi thật xa trước khi hóa đá. Lỗ Yến kết thúc câu chuyện bằng một lời tiên tri về một "Người tìm kiếm", người sẽ tìm thấy gậy như ý và đi giải cứu Hầu Vương. Ngay sau đó, hai người bị tấn công bởi quân lính của Ngọc Cương, nhưng đã trốn thoát được nhờ sự giúp đỡ của cô gái tên Kim Yến Tử. Cô tiết lộ rằng gia đình cô đã bị Ngọc Cương sát hại và cô thề rằng sẽ trả thù cho gia đình mình.
Trong khi đó Ngọc Cương, khi hay tin về gậy như ý, đã cử phù thủy Nghê Thường (Bạch Phát Ma Nữ) đi cướp cây gậy giúp hắn, đổi lại ả sẽ được thưởng thuốc tiên trường sinh bất tử. Tripitikas, Lỗ Yến và Kim Yến Tử gặp được Mặc Tăng - một người tu sĩ kỳ lạ mặc đồ trắng, người lấy gậy như ý từ tay họ. Lỗ Yến chiến đấu với Mặc Tăng cho đến khi người tu sĩ đó nhận ra rằng Tripitikas là Người tìm kiếm, và tham gia cùng họ trong hành trình giải cứu Mỹ Hầu Vương. Khi bốn người đến núi Ngũ Hành, Lỗ Yến và Mặc Tăng đã dạy võ thuật cho Tripitikas trên đường đi. Sau khi băng qua một sa mạc, họ gặp Nghê Thường dẫn theo binh lính và một trận chiến xảy ra khiến Lỗ Yến bị thương nặng. Nhóm của Tripitikas ẩn náu trong một tu viện, nơi họ biết rằng Lỗ Yến không phải là người bất tử và chỉ có thuốc tiên của Ngọc Cương mới có thể cứu mạng ông ta. Trong tuyệt vọng, Tripitikas một mình đi đến cung điện của Ngọc Cương để trao đổi gậy như ý lấy thuốc tiên.
Ngọc Cương yêu cầu Tripitikas đấu tay đôi một mất một còn với Nghê Thường, vì hắn chỉ có thể đưa thuốc tiên cho một trong hai người. Tripitikas bị áp đảo cho đến khi những người bạn và tu sĩ từ tu viện đến tham gia trận chiến. Tripitikas tìm cách lấy thuốc tiên và ném nó cho Lỗ Yến, người uống nó và hồi phục nhanh chóng. Mặc Tăng ném gậy như ý cho Tripitikas, người dùng nó để đập vỡ tượng đá Mỹ Hầu Vương. Hầu Vương thoát ra và Mặc Tăng được tiết lộ chính là một cọng lông của Hầu Vương. Lỗ Yến giết chết Nghê Thường bằng cách cho ả rơi xuống vực thẳm. Sau cuộc giao chiến giữa Hầu Vương và Ngọc Cương, cuối cùng Ngọc Cương bị Tripitikas đâm và rơi xuống hố dung nham. Kim Yến Tử qua đời vì không chịu được chấn thương. Ngọc Hoàng Thượng đế, sau khi trở về từ thiền định, đã khen ngợi Tripitikas vì đã hoàn thành lời tiên tri và ban cho anh một điều ước, anh đã ước được trở về nhà.
Tripitikas thấy mình trở lại hiện tại. Anh đánh bại Lupo và đuổi những tên côn đồ khác đi. Ông Hop vẫn còn sống sau khi bị bắn và tuyên bố rằng ông ta "bất tử" (gợi ý rằng ông ta là Lỗ Yến). Trước khi bộ phim kết thúc, Tripitikas rất vui mừng khi gặp một cô gái rất giống Kim Yến Tử. Tripitikas tiếp tục rèn luyện kỹ năng võ thuật của mình trong khi Lỗ Yến kể chuyện Mỹ Hầu Vương đi tìm kiếm sự thật.

## Diễn viên
- Thành Long vai Lỗ Yến / ông Hop chủ tiệm cầm đồ (Túy Bát Tiên)
- Lý Liên Kiệt vai Mặc Tăng / Mỹ Hầu Vương
- Michael Angarano vai Jason Tripitikas
- Lưu Diệc Phi vai Kim Yến Tử / Cô gái ở khu phố Tàu
- Trâu Triệu Long vai Ngọc Cương
- Lý Băng Băng vai Nghê Thường (Bạch Phát Ma Nữ)
- Vương Đức Thuận vai Ngọc Hoàng Thượng đế

## Thông tin thêm
Bộ phim Vua Kung Fu quy tụ hầu hết đội ngũ làm phim bậc nhất của nền điện ảnh Hoa ngữ:
- Phần chỉ đạo hình ảnh được đảm nhiệm bởi Bào Đức Hi - một trong những nhà quay phim hàng đầu của Hồng Kông (phim Ngọa hổ tàng long, Vô cực...)
- Thiết kế trang phục do nhà thiết kế nữ Trần Cố Phương (Shirley Chan) phụ trách (cô đã từng đoạt nhiều giải thưởng trong lĩnh vực này qua các phim Thất kiếm, Tuyệt đỉnh Kungfu...)
- Phần chỉ đạo võ thuật của phim được giao cho tên tuổi quen thuộc Viên Hòa Bình (phim Ma trận, Ngọa hổ tàng long, Hoắc Nguyên Giáp...). Ông đã "bày binh bố trận" để các nhân vật sử dụng nhiều thứ vũ khí đặc dị, từ cây roi mềm (nhuyễn tiên) cho đến tóc dài, cung tên, trường thương, trường côn và cả đàn tỳ bà.
- Phim bắt đầu công chiếu từ ngày 18/4/2008 tại Mỹ, khởi chiếu tại Việt Nam từ ngày 25/4/2008.